# Peter Connelly
Peter Conelly (Anglia, 1972. szeptember 8.) hangtervező és videójáték-zeneszerző. Főképp a Core Designnal dolgozott, például a Tomb Raider-sorozaton, de dolgozott az Eutechnyx-szel és a Ubisoft Reflectionszel is.
Universal Sound Design néven saját tulajdonú stúdiója van, ahol zeneszerzéssel, hangmérnöki munkával és hangtervezéssel is foglalkozik.
Tanult csellón gitáron és zongorán játszani, zenetechnológia szakirányon végzett a Newcastle College-ban. John williamst és Danny Elfmannt tartja zeneszerzői példaképeinek.
A Tomb Raider: The Angel of Darkness esetében írt először nagyzenekarra, Lara bemutatására olyan hangszereket választott, mint az oboa, az angolkürt, a hárfa és a fuvola.

## Válogatott szerzeményei
- Driver: San Francisco (2011)[2]
- Tomb Raider: The Angel of Darkness (és Martin Iveson) (2003)[1]
- Herdy Gerdy (2002) (és Martin Iveson)
- Tomb Raider: Chronicles (2000)[1]
- Tomb Raider: The Last Revelation (1999)[1]